# Дам'єн Перкі
Дам'єн Перкі (фр. Damien Perquis, нар. 10 квітня 1984, Труа) — колишній польський футболіст, центральний захисник. Відомий своєю грою у складі клубу «Сошо» та національної збірної Польщі.

## Клубна кар'єра
У дорослому футболі дебютував 2003 року виступами за команду клубу «Труа», в якій провів два сезони, взявши участь у 62 матчах чемпіонату. Більшість часу, проведеного у складі «Труа», був основним гравцем захисту команди.
Своєю грою за цю команду привернув увагу представників тренерського штабу клубу «Сент-Етьєн», до складу якого приєднався 2005 року. Відіграв за команду з Сент-Етьєна наступні два сезони своєї ігрової кар'єри.
До складу клубу «Сошо» приєднався 2007 року. Встиг відіграти за команду з Сошо понад 100 матчів в національному чемпіонаті.
З 2012 по 2015 Дам'єн захищав кольори іспанського клубу «Реал Бетіс».
26 січня 2015 Перкі перейшов до канадського клубу «Торонто». 12 липня 2016 на правах вільного агента покинув команду.
22 липня 2016 року уклав дворічний контракт з англійським «Ноттінгем Форест». 27 серпня 2016 забив перший гол у переможному матчі 3–1 проти «Лідс Юнайтед».
Влітку 2017 Дам'єн переходить до французького клубу «Газелек» за який відіграв два роки.

## Виступи за збірні
Протягом 2005–2006 років залучався до складу молодіжної збірної Франції. На молодіжному рівні зіграв у 3 офіційних матчах.
2008 року висловив бажання захищати кольори національної збірної Польщі, країни, з якої походила одна з його бабусь. Пройшов процедуру отримання польського громадянства і 2011 року дебютував в офіційних матчах у складі польської збірної. Провів у формі головної команди Польщі 14 матчів.